# زبان فارسی در پاکستان
زبان فارسی در پاکستان و شبه‌قاره هند دست‌کم هشت تا نه سده پیشینه دارد. در پاکستان که هم در روزگار گسترش تمدن فارسی‌زبان‌های مسلمان، در شبه قاره به وجود آمد تا سده سیزدهم هجری، زبان فارسی به مدت هفت سده دارای سوابق رسمی، علمی، ادبی، و اداری بوده‌است. خیلی از انواع شعری و ادبی و دستورهای زبان مختلف به زبان اردو، تحت تأثیر زبان فارسی است. اخلاق احمد انصاری، شاعر زبان فارسی و اردو و استاد زبان و ادبیات فارسی دانشگاه جواهر لعل نهرو می‌گوید: انگلیسی‌ها متوجه شدند که زبان فارسی، قرن‌ها در هند بوده و مباحث علمی و فرهنگ و تاریخ به زبان فارسی و در ادبیات فارسی حفظ شده بود. آن‌ها می‌خواستند که این ارتباط با نسل‌های بعد قطع شود. زبان فارسی به‌طور نظام‌یافته توسط محمود غزنوی به هند وارد شد.
در دوره حکومت سلسله تالپور بلوچ بر سند زبان فارسی زبان درباری جهت مکاتبات بود و یکی از زبان های رسمی آن سلسله محسوب می شد.

دیوان ها و منظومه های شعر به زبان فارسی در دوره شاهان تالپور توسط شاعران بلوچ سروده شد.
شاعران و ادیبان بلوچ که در آن دوره که به زبان فارسی شعر سروده اند می توان به نواب محمد لغاری و همچنین ناطق مکرانی را نام برد. سیطره خاندان تالپور بلوچ بر ایالت سند که بخش وسیعی از پاکستان امروزی را شامل می شود باعث گسترش و اشاعه زبان فارسی در پاکستان بخصوص ایالت سند شد و تا به امروز اثرآن باقی مانده است.
در دوره حکومت خانات کلات بر بلوچستان که امروزه بزرگترین ایالت پاکستان را تشکیل می دهد زبان فارسی علاوه بر زبان بلوچی از زبان های رسمی دربار شاهان کلات بود که دیوان شعری از وزیر دربار در دوره نوری نصیر خان به جا مانده است. زبان فارسی در دوره شاهان کلات در بلوچستان در مکاتبات استفاده  می گشت و موجب رونق این زبان در بلوچستان پاکستان و نواحی دیگر شد.
در پادشاهی پتان‌ها (پشتون‌ها) زبان رسمی شد. در امپراتوری ۳۰۰ ساله گورکانی، زبان اداری و اصلی هندوستان بوده‌است. شواهد نشان می‌دهد که پیش از غزنویان عده‌ای در بخش مرکزی هند به زبان فارسی صحبت می‌کردند. در طی همه این زمان‌ها کلیه مراودات، مکاتبات، نامه‌نگاری‌ها و اسناد دولتی که توسط شاهان و درباریان انجام و به سراسر جهان ارسال می‌شد، به زبان فارسی بود که موجب گسترش این زبان شد. در پاکستان، جمعیت فارسی زبان کویته، پیشاور و حتی گلگت، جمعیتی قابل توجه هستند و بر خلاف دولت هند که فارسی را پس می‌زند، دولت جدید پاکستان، از آن با گرمی یاد و حمایت می‌کند.
پس از ربع نخست سده یازدهم میلادی بیشتر نواحی که امروز به پاکستان موسوم است، به دست سلطان محمود غزنوی (۹۹۸–۱۱۲۰ میلادی) فتح شد و به پادشاهی غزنوی پیوست و شهر بزرگ لاهور کرسی استان‌های فتح‌شده گردید. خانواده‌های فارسی‌زبان از سرزمین‌های گوناگون پادشاهی غزنوی مهاجرت کرده و وارد سرزمین پاکستان شده و در ناحیه‌های مختلف اقامت گزیدند.
این خانواده‌های فارسی‌زبان دست‌نوشته‌های فارسی همراه خود آوردند و بدین وسیله در برخی مراکز علمی و ادبی کتابخانه‌ها تأسیس شد و خوش‌نویس‌های فارسی‌زبان از دست‌نوشته‌های فارسی رونویسی کردند و با کوشش آن‌ها این دست‌نوشته‌ها از ناحیه‌ای به‌نواحی دیگر می‌رسید. مهاجران فارسی‌زبان برای آموزش زبان فارسی مدارسی را هم تأسیس کردند که شماری از آن‌ها در سده‌های بعد از کانون‌های مهم تحصیل زبان فارسی گردید و بدین روش زبان فارسی در این نواحی پیشرفت کرد.
تا پیش از دوران تیموری زبان فارسی در شبه‌قاره هند، به عنوان زبان دادوستد فراگیر شده بود. پس از آن‌که نوادگان تیمور لنگ، دودمان گورکانی را ایجاد کردند، زبان فارسی زبان رسمی این امپراتوری بزرگ شد. در سده‌های ۱۰ و ۱۱ میلادی، سربازان زیادی به ناحیه سند آمدند که به زبان‌های فارسی، ترکی، عربی و… سخن می‌گفتند. در طول سالیان دراز از آمیزش این زبان‌ها با هم و با زبان محلی مردم، زبان اردو فراگیر شد. اردو یک واژه ترکی به معنی لشکر است و بیانگر زبانی است که در میان سربازان رایج شد.
اردو از فارسی نه تنها نام‌واژه‌ها و صفت‌ها را گرفته‌است، بلکه حرف‌ها، قیدها، پیشوندها، پسوندها، امثال و حکم، استعاره‌ها، تشبیه‌ها، تمثیل‌ها و تلمیح‌های فارسی در اردو راه یافته‌است.
شاعران اردو تنها در مطالب، محتویات و قالب شعری، از شعر فارسی تأثیر نگرفته‌اند، اما در وزن شعر کاملاً از وزن شعر فارسی تقلید کرده، آن همه بحور با همه زحافات از فارسی به اردو انتقال یافت و وزن شعر فارسی، علت دیگری برای فراوانی واژه‌های فارسی در اردو شد.
محمد اقبال لاهوری شاعر، فیلسوف، سیاست‌مدار و اندیشمند نامدار پاکستانی اشعار زیادی نیز به زبان فارسی سروده‌است. اقبال شیفته زبان فارسی بود و از همان ابتدا زبان فارسی را برای بیان اندیشه‌ها و اشعار خود برگزید به نحوی که هفت هزار بیت از ۱۲ هزار بیت شعری وی به زبان فارسی است.
تا مدتی پیش در بخش‌هایی از پاکستان و به‌ویژه در شهر پیشاور اهالی شهر فارسی حرف می‌زدند، ولی با مرور زمان فارسی از خانه‌های مردم شهر رخت بربست. تا زمان رژیم نظامی ژنرال ضیاالحق در پاکستان، زبان فارسی در تمامی مدارس دولتی این کشور، تا کلاس هشتم تدریس می‌شد، اما آموزش رسمی زبان فارسی در زمان حکومت ضیا الحق در مدارس پاکستان کنار گذاشته شد.
یکی از دلایل عمده این موضوع، ترس از نفوذ انقلاب اسلامی در پاکستان بود که به شکل نامحسوسی جلوی گسترش زبان فارسی را گرفته و در دراز مدت باعث ضعف زبان فارسی در مدارس و دانشکده‌ها شد.

## امروزه
در شبه‌قاره و پس از استقلال پاکستان، فارسی در تمامی مدارس پاکستان تدریس می‌شد ولی در سال ۱۹۸۵ به بعد زبان فارسی جای خود را به زبان عربی و دیگر مضامین داد.
تا پیش از دوران رئیس‌جمهوری و فرماندهی ارتش ژنرال ضیاءالحق در در پاکستان، زبان فارسی در تمامی مدارس دولتی این کشور، تا کلاس هشتم تدریس می‌شد ولی امروزه نه تنها تدریس زبان فارسی کاهش جدی یافته، بلکه زبان اردو نیز دارد به دست فراموشی سپرده می‌شود.
بر اساس نظر کارشناسان زبان فارسی، زبان اردویی که فعلاً مردم پاکستان به آن صحبت می‌کنند، بیش از پیش با زبان انگلیسی گره خورده‌است. زمانی در پاکستان، دانستن زبان فارسی، نشانه اعتبار بود و تمامی علماء و ادباء به زبان و ادبیات فارسی تسلط کامل داشتند، خطبه‌های نماز جمعه از اشعار بوستان، گلستان و مثنوی معنوی مولوی پر بود، فارسی در تمامی مقاطع تحصیلی از راهنمائی تا دانشگاه تدریس می‌شد و دبیرستان‌ها، دانشکده‌ها و دانشگاه‌ها استادان و معلمان فارسی داشتند.
ولی امروزه وضعیت این زبان در منطقه به ویژه پاکستان به گونه ای دیگر رقم خورده‌است. در مدارس راهنمائی، دبیرستان و دانشکده‌ها (سطح دیپلم و لیسانس) فارسی کاملاً حذف شده‌است، از مقطع راهنمائی تا مقطع فوق لیسانس، هیچ کتاب درسی فارسی وجود ندارد که به‌فروش برسد و نیازی هم احساس نمی‌شود، زیرا شاگرد و دانش آموزی ندارد. شعرا و ادبایی که به فارسی علاقه داشته و به فارسی شعر می‌سرودند، به دیار باقی شتافته‌اند و افرادی که در قید حیات هستند، به ادبیات کهن فارسی علاقه دارند و به سنی رسیده‌اند که دیگر قادر به حرکت نیستند و پس از آن نیز، دیگر امیدی به فارسی نیست.
البته با همه این تفاسیر باید گفت که این روزها مردم این کشور تحت تأثیر زبان فارسی و اشعار آن هستند اگرچه امور روزمره خود را به زبان اردو و انگلیسی انجام می‌دهند، فارسی را زبان علم و مذهب می‌دانند و شاعران ایرانی را دوست داشته و از آن تأثیر می‌گیرند.
برخی مردم پاکستان حتی دیوان اشعار حافظ شیرازی را در خانه‌های خود دارند و در زمان‌هایی که لازم بدانند، به آن تفأل می‌زنند و اشعار حافظ، مولانا و عطار نیشابوری بر مردم پاکستان تأثیرگذار بوده‌است.
سرود ملی پاکستان به زبان فارسی ساخته شده و فارسی زبان مادر زبان اردو به‌شمار می‌آید. امروزه در برخی ایالات همچون پیشاور، پاراچنار، شهر کویته، و قلعه لادگشت فارسی‌گویان زیادی وجود دارند.
شمار دانش‌آموختگان پاکستانی در رشته زبان و ادبیات فارسی بیشتر از همه کشورها، به‌جز ایران، است.
در گوشه و کنار شهرهای مختلف پاکستان سنگ‌نبشته‌ها و لوحه‌هایی به زبان فارسی به چشم می‌خورد، شعرخوانی و فارسی‌سرایی نیز در این کشور رواج دارد. غالباً مردم پاکستان در جریان گفتگو به زبان اردو، برای دلیل محکم در گفتار خود، شعر یا ضرب‌المثل فارسی را شاهد می‌آورند.
در انجمن‌های ادبی از شهرهای گوناگون پاکستان مجالس سخنرانی و شعرخوانی فارسی هفتگی یا ماهانه برگزار می‌شود که در آن از کشورهای فارسی‌زبان اشخاص و افراد دعوت به عمل می‌آید. تلویزیون حکومتی پاکستان، شب‌های جمعه بزم غزل‌خوانی فارسی را به نمایش می‌گذارد که هنرمندان آهنگ‌های فارسی و غزلیات فارسی را می‌خوانند.
افزون بر شاعران و نویسندگان فارسی پاکستانی، شماری زیادی از سیاستمداران و هنرمندان آوازخوان در پاکستان وجود دارند که به زبان فارسی صحبت می‌کنند.

## مؤسسه زبان فارسی
ایران در پاکستان علاوه بر سفارت، چند کنسولگری، خانه‌های فرهنگ در شهرهای راولپندی، لاهور، پیشاور، مولتان، حیدرآباد، کراچی، کویته و یک مرکز تحقیقات دارد. این وضع کم و بیش در هندوستان هم برقرار است. علاوه بر این در بیش از ده دانشگاه پاکستان، کرسی زبان و ادبیات فارسی دایر است، که تأیید و تأکیدی بر اهمیت حفظ ارتباط ایران با این کشور و دیگر کشورهای منطقه شبه قاره از طریق زبان فارسی است.
پاکستان و دولت ایران در سال ۱۳۴۸ مرکز تحقیقات فارسی ایران و پاکستان را در اسلام‌آباد تأسیس کردند و زمینی برای تأسیس ساختمان آن داده شد، ولی تاکنون این مرکز در یک ساختمان اجاره‌ای فعالیت‌های خود را ادامه داده‌است. در ۳۵ سال گذشته؛ این مرکز ۳ ساختمان را عوض کرده‌است. این مرکز ۲۴ هزار نسخ خطی، مخطوطه و کتاب‌های نادر و نایاب دارد. مرکز کتابخانه میکروفیلم نیز دارد که مخطوطه کامل در یک سی دی ارائه شده‌است. نسخه‌های اصلی نیز نگهداری شده‌است. کپی نسخه اصلی به‌طور جداگانه نگهداری می‌شود. این کتاب‌های نادر و نایاب شامل کتاب‌های فارسی، عربی، پنجابی، سندهی، بلوچی، پشتو، سرائیکی، ترکی و زبان‌های دیگر است.
در سال ۱۳۸۴ خانم نگهت فردوس فهرست ۳۰۰۰ نسخ خطی را مرتب کرد. از این تعداد ۱۳۸۰ نسخ خطی قرآن مجید، تفسیر و ترجمه است، که صفحات اول و آخر آن محفوظ است. اسم نویسنده و سال نوشتن نیز دارد. نسخی که اطلاعات دربارهٔ قدمت و … معلوم نیست، آنان را شامل فهرست نکرده‌اند.

## نشریات فارسی‌زبان پاکستان

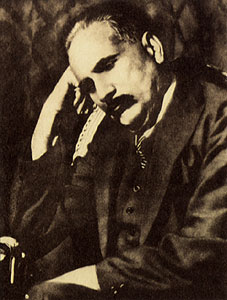
محمد اقبال لاهوری

مهم‌ترین مجله فارسی‌زبانی که در پاکستان چاپ می‌شود فصلنامه علمی پژوهشی «دانش» است که ۲۱ سال از انتشار آن می‌گذرد. این مجله در ۱۴ سال اول سه زبانه منتشر می‌شده و پس از آن تنها به زبان فارسی منتشر می‌شود.
مرکز تحقیقات فارسی ایران و پاکستان فصلنامه «دانش» را برای ترویج زبان فارسی در منطقه چاپ می‌کند که شمارگان آن در حدود دوهزار نسخه‌است و موضوعات ادبی، فرهنگی، ایرانشناسی، نسخه‌شناسی، کتابشناسی را پوشش می‌دهد.
از نشریات نامرتب فارسی که در پاکستان منتشر می‌شود می‌توان به فصلنامه «اقبالیات فارسی» اُرگان آکادمی «اقبال» پاکستان لاهور که تا سال ۱۳۹۰ خورشیدی ۱۳ شماره آن چاپ شده و فصلنامه «سفینه» اُرگان بخش فارسی دانشکده خاورشناسی لاهور که در سه سال دو شماره آن منتشر شده‌است، اشاره کرد.
از مجلات فارسی دری که اغلب پناهندگان افغانی ساکن پاکستان چاپ می‌کنند، آماری در دست نیست. مجله دوماهه‌ای نیز به نام «سروش» از سوی اداره مطبوعات پاکستان منتشر می‌شود که اغلب مقالات آن به فارسی دری تهیّه می‌شود.